# Rosencrantz e Guildenstern

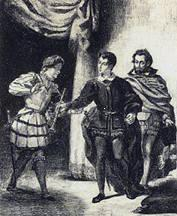
Eugène Delacroix (non datato): Amleto, III, 2, Rosencrantz e Guildenstern

Rosencrantz e Guildenstern (tradotti Rosadorno e Gildesterno negli adattamenti d'epoca) sono due personaggi immaginari, due cortigiani che compaiono nell'Amleto di William Shakespeare. Sono pure i protagonisti delle omonime commedie di Tom Stoppard (Rosencrantz e Guildenstern sono morti) e di William Schwenck Gilbert, nonché del film opera del medesimo Stoppard intitolato come il dramma, Rosencrantz e Guildenstern sono morti.
Rosencrantz e Gyldenstjerne (quest'ultimo traslitterato, secondo la grafia anglosassone, in Guildenstern) erano cognomi piuttosto comuni nella Danimarca del XVII secolo; i racconti dell'incoronazione danese del 1596 dimostrano che un decimo degli aristocratici intervenuti appartenevano ad una delle due casate. I cognomi rispettivi significano in danese rosario e stella d'oro.

## L'Amletodi Shakespeare
And our affairs from England come too late.
The ears are senseless that should give us bearing,

To tell him his commandment is fulfilled,

That Rosencrantz and Guildenstern are dead.

E le nostre notizie arrivano dall'Inghilterra troppo tardi.

Le orecchie che dovrebbero darci ascolto non possono più sentirci

Dire che i suoi ordini sono stati eseguiti,

Che Rosencrantz e Guildenstern sono morti.

Chi ci ringrazia adesso?»
(William Shakespeare, Amleto)

Stemma nobiliare della famiglia Rosencrantz

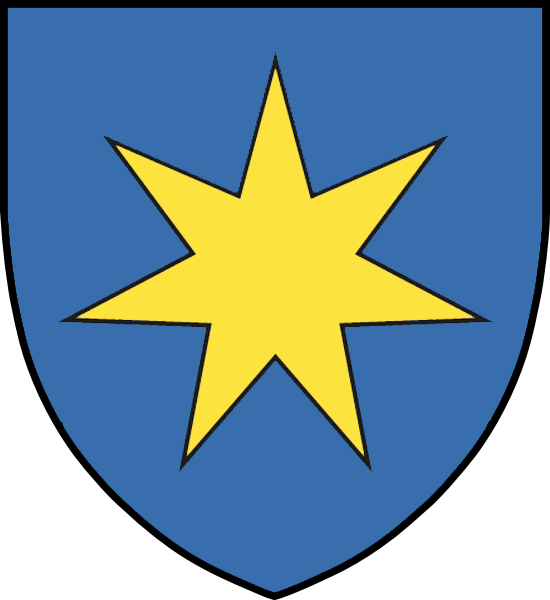
Stemma nobiliare parlante della famiglia Gyllenstierna (Guildenstern)

In Amleto, Rosencrantz e Guildenstern fanno la loro prima apparizione nel II Atto, Scena 2, in cui tentano di ottenere le confidenze del principe Amleto, loro amico d'infanzia. Il loro modo di parlare affabile e cortese li fa dapprima sembrare degli adulatori. In realtà, tuttavia, essi stanno operando come spie del corrotto Re Claudio, zio di Amleto, che usurpava il trono e tentava costantemente di tenere sotto il suo controllo il nipote. Amleto li accoglie come "eccelsi buoni amici", ma, riuscendo a intuire cosa si cela dietro la loro recita, commenta che essi non "si comporteranno giustamente" con lui riguardo alla missione affidata loro.
Comprendendo di non avere amici al di fuori di Orazio, Amleto pronuncia all'indirizzo dei due compari un celebre "monologo sulla depressione".
Nel III Atto, Amleto ripudia la finzione di amicizia, liquidando i due (Scena 2) con l'unico impiego del plurale maiestatis da lui compiuto nell'opera teatrale. Con la madre (Scena 4), commenta: "Mi fiderò [di loro] come farei con un serpente velenoso".
Dopo l'uccisione del ciambellano Polonio da parte di Amleto, Rosencrantz e Guilderstern vengono incaricati da Claudio di partire alla volta della Gran Bretagna portando con loro il principe il quale, secondo quanto impartito da una lettera sigillata a loro consegnata dall'usurpatore, sarebbe stato decapitato appena giunto sul suolo britannico. Amleto, letta di nascosto la lettera, la sostituisce con una scritta di suo pugno nella quale ribadisce gli stessi contenuti, indicando però come vittime i due ex compagni di studi. Durante il viaggio, la nave è attaccata dai pirati; Amleto ritorna in Danimarca, lasciando Rosencrantz e Guildenstern al loro infausto destino. Egli commenta, nel V Atto, Scena 2: "Non sono vicini alla mia coscienza; la loro rovina / scaturisce dalla loro stessa perfida condotta". I due infatti verranno condannati a morte, come rivelato poi da un ambasciatore nell'ultima scena dell'ultimo atto della tragedia shakespeariana (con la famosa battuta "Rosencrantz e Guildenstern sono morti").
Quali agenti della corruzione che infetta la corte, i due falsi amici partecipano come sfondo umano all'antagonismo tra Amleto e Claudio. Il poeta si aspetta che il pubblico apprezzi il significato di giustizia poetica insito nelle loro morti: anche se molto probabilmente sono ignari dell'esiziale contenuto della missiva che recano in Inghilterra, e sotto questo profilo potrebbero anche dirsi vittime innocenti della vendetta di Amleto, nondimeno si suggerisce la conclusione che essi abbiano il giusto compenso per il loro concorso nelle trame di Claudio.
Da un punto di vista teatrale, i due cortigiani appaiono sempre come una coppia inscindibile, tranne nel testo seguente al First Folio, in cui Guildenstern entra in scena quattro righe dopo Rosencrantz, nel IV Atto, Scena 3.

## Rosencrantz e Guildensternnella versione di William Schwenck Gilbert
Il pezzo teatrale di W. S. Gilbert (Rosencrantz and Guildenstern, A Tragic Episode, in Three Tabloids)
è una commedia parodistica in cui Rosencrantz trama con il suo amico Guildenstern per sbarazzarsi di Amleto, di modo che Rosencrantz possa sposare l'amata Ofelia. Scoprono che Claudio ha scritto una commedia. L'opera letteraria del re è di una bruttezza tanto imbarazzante che Claudio ha ordinato di mettere a morte chiunque la nomini. I cospiratori riescono ad impadronirsi del manoscritto, e convincono Amleto a recitarlo. Claudio lo condanna a morte, ma poi viene persuaso a convertire in esilio dall'Inghilterra la fatale sentenza. Questo spiana la strada alla storia d'amore tra Rosencrantz e Ofelia.

## Le versioni di Stoppard
Nella ricostruzione di Stoppard (in entrambe le forme) i due protagonisti sono confusi dagli eventi dell'Amleto, e danno l'impressione di essere inconsapevoli del loro ruolo nella più vasta vicenda scenica.
Il lavoro di Stoppard ha prevalente natura di tragicommedia, con i due compari che inciampano su profonde verità filosofiche nel bel mezzo dei loro tipici dialoghi paradossali. Nel film, a parte altre prodezze intellettuali, Rosencrantz reinventa l'hamburger, e riscopre la gravità e la spinta idrostatica. I personaggi si congedano dalle loro "illuminazioni" con la stessa velocità con cui le avevano concepite.
A tratti, l'uno sembra più illuminato dell'altro; tuttavia questa luce abbraccia poi l'altro elemento durante lo svolgimento della rappresentazione. Stoppard dissemina la sua opera di gag che ironizzano su un vezzo dei teatranti: scambiare Rosencrantz e Guildenstern durante le esecuzioni dello spettacolo; il fatto è che i due personaggi sono alla fin fine identici. In particolare, Stoppard fa sì che neppure Rosencrantz e Guildenstern sembrino certi delle reciproche identità, per non parlare degli episodi in cui gli altri personaggi (Claudio, Amleto, Gertrude) li apostrofano con il nome sbagliato. Per l'analogia della creazione di Stoppard con Aspettando Godot di Beckett, Rosencrantz è a volte accostato ad Estragone (uno dei miserabili che stanno "aspettando" Godot). Rosencrantz condividerebbe con Estragone la vivace percezione della realtà, mentre — seguendo questa interpretazione "sinottica" dei due lavori di prosa — Guildenstern avrebbe il suo "gemello" in Vladimiro, cui sarebbe affine sul piano della percezione eminentemente analitica del reale.

## Altre apparizioni di Rosencrantz e Guildenstern in opere di vario ingegno
- Rosencrantz e Guildenstern sono i nomi di importanti personaggi nel videogioco Vagrant Story della Squaresoft.
- I personaggi di Royce ed Aldo nella "sub-serie" Warriors' Gate[9] del Doctor Who sono ispirati ai Rosencrantz e Guildenstern di Stoppard.[10]
- Due insidiosi furetti chiamati Rosencrass e Guildenswine compaiono nella serie Welkin Weasels di Garry Kilworth.[11]
- In un episodio dei Simpson[quale?], Rosencrantz e Guildenstern sono parodiati da Lenny e Carl come Rosencarl e Guildenlenny.
- Nel film del 1991 Scappo dalla città - La vita, l'amore e le vacche (City Slickers) di Rod Underwood, Rosencrantz e Guildenstern sono i nomi di due cavalli che – appunto – muoiono.
- Rosencrantz e Guildenstern sono i nomi in codice di due spie ebree al servizio degli Alleati nella Roma occupata dai tedeschi nel 1943-1944 nel romanzo di Franco Scaglia del 2004 Il gabbiano di sale.